# Zvracení

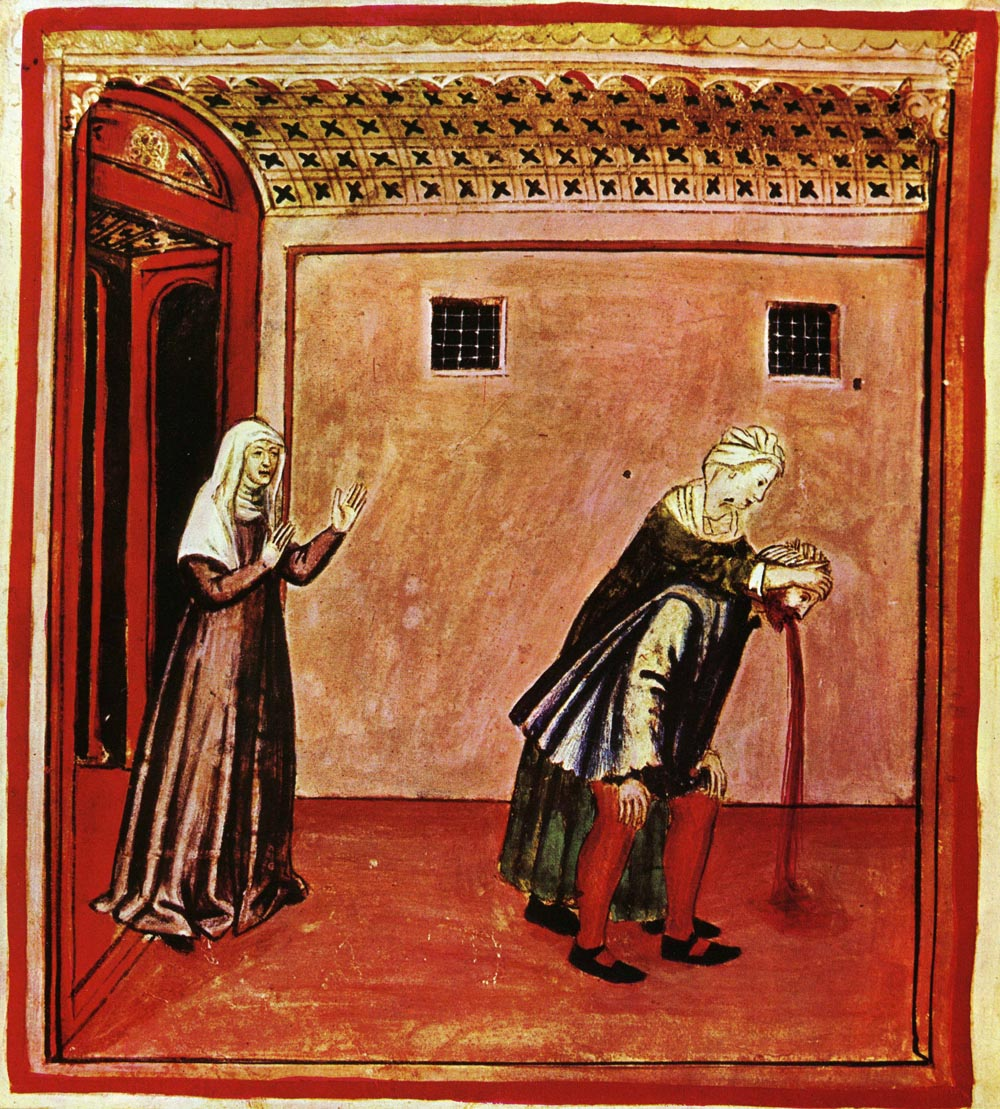
Zvracení na staré malbě

Zvracení (latinsky vomitus, řecky emesis) je nervově řízený, koordinovaný reflex s centry v mozkovém kmeni, při kterém je obsah žaludku a v některých případech i části duodena evakuován ústním otvorem ven, při reflexní obrácené peristaltice.

## Nervové řízení
Zvracení je ovládáno centrem zvracení v dorzální části retikulární formace prodloužené míchy. Neurony tohoto centra dostávají signály z:
- gastrointestinálního traktu, při zánětech břišních orgánů, rozšíření a dráždění stěny trávicí trubice;
- mozkové kůry;
- vestibula (statokinetického ústrojí) při kinetóze, onemocněních vestibulárního systému (např. Meniérově chorobě);
- chemoreceptorů area postrema na spodině IV. mozkové komory –⁠ ty jsou aktivovány různými léky, toxiny (endogenními i exogenními), hypoxií, neurotransmitery.

Na přenosu informace o vyvolání zvracení se podílí řada neurotransmiterů –⁠ acetylcholin, histamin, serotonin, dopamin.

## Příčiny
1. Centrální –⁠ podráždění centra zvracení v prodloužené míše při otravách, uremii, při požitých léků, nitrolební hypertenzi u edému mozku
2. Periferní –⁠ příčina je v trávicím ústrojí –⁠ onemocnění žaludku, žlučníku, jater, slinivky, střev

-Mimo trávicí ústrojí-podráždění rovnovážného ústrojí nebo v těhotenství

## Průběh
Zvracení je zpravidla předcházeno nevolností a může být doprovázeno závratěmi, poklesem krevního tlaku a bradykardií. Na začátku zvracení dochází k hlubokému nádechu, uzavření dýchacích cest, poté následuje silná kontrakce bránice a svaloviny břicha a zároveň ochabnutí dolního svěrače jícnu.

## Chronické zvracení
Chronické zvracení má za následek hypovolemii, hyponatremii, alkalózu, hypokalemii, dále může při zvracení dojít k tvorbě trhlin ve stěně jícnu (Mallory-Weisův syndrom) až protrhnutí žaludku[zdroj⁠?!], zvyšuje se riziko vzniku erozi zubní skloviny a zánětů dutiny ústní. Život ohrožující je aspirační pneumonie.

## Symptom
Zvracení není jenom obranný reflex, kdy se snižuje možnost poškození organismu požitou škodlivou látkou, ale také důležitý symptom. Posuzují se okolnosti vzniku zvracení, vzhled a zápach zvratků.

## Terapie
Při léčbě zvracení se dbá především na rehydrataci organismu. K dispozici jsou rehydratační roztoky, které nahradí i ztracené ionty. Při gastroenteritidě bývá toto opatření dostačující. Potlačit zvracení lze působením na receptory neurotransmiterů podílejících se na nervovém řízení zvracení.
- H1-antagonisté (receptoru pro histamin) –⁠ obecně využití při kinetózách, vestibulárních poruchách, účinná látka např. cylizin, moxastin, prometazin;
- muskarinoví antagonisté (receptoru pro acetylcholin) –⁠ při kinetózách, např. skopolamin, hyoscin;
- D2-antagonisté (receptoru pro dopamin) –⁠ při zvracení vyvolaném urémií, radiací, cytostatiky, např. metoklopramid, domperidon;
- 5-HT3-antagonisté (receptoru pro serotonin) –⁠ účinné i při terapii velmi silně emetogenními cytostatiky, tzv. setrony.